# Ambliopija
Ambliópija ali léno okó je motnja vida zaradi neusklajenega delovanja očesa in možganov. Gre za zmanjšan vid na oko, ki se sicer zdi normalno. To je najpogostejši vzrok zmanjšanega vida na eno samo oko pri otrocih in mlajših odraslih.
Vzrok ambliopije je lahko vsako stanje, ki v zgodnjem otroštvu ovira ostrenje. Sem spadajo slaba poravnava oči, nepravilna oblika, zaradi katere je ostrenje oteženo, kratkovidnost ali daljnovidnost enega očesa v primerjavi z drugim in zamotnjenost očesne leče. Potem ko se osnovni vzrok ustali, se vid ne obnovi povsem, saj so v mehanizmu nastanka motnje udeleženi tudi možgani. Ambliopijo je težko prepoznati, zato se za vse otroke, stare od štiri do pet let, priporoča pregled vida.
Zgodnje zdravljenje poveča možnosti za uspeh. Za nekatere otroke so lahko edino zdravljenje, ki ga potrebujejo, očala. Če to ne zadostuje, je treba uporabiti enega od načinov, s katerimi otroka primoramo, da uporablja šibkejše oko. To lahko dosežemo z obližem ali z vkapavanjem atropina v močnejše oko. Brez zdravljenja se ambliopija po navadi ohrani v odraslost. Dokazi o učinkovitosti njenega zdravljenja pri odraslih so šibki.
Ambliopijo so prvič opisali v začetku 17. stoletja. Začne se do petega leta starosti. Ocenjujejo, da se pojavlja pri 1–5̥̩̤̥% odraslih. Čeprav zdravljenje izboljša vid na prizadeto oko, ga običajno ne izenači z zdravim očesom. Ambliopija je lahko razlog, zaradi katerega ljudje ne morejo opravljati poklica pilota ali policista. Beseda sama izvira iz grškega αμβλυωπία, »zamegljen vid«.